# Marlon Tábora Muñoz
Marlon Tábora Muñoz (Santa Rosa de Copán, 3 de abril de 1969) es un político y diplomático hondureño Doctor en ciencias de la administración, miembro del Partido Nacional de Honduras.
Se ha desempeñado como Embajador de Honduras ante los Estados Unidos Luego de ser nominado el 2 de enero de 2017, por el presidente Juan Orlando Hernández Así como Director Ejecutivo para Centroamérica y Belice en el Banco Interamericano de Desarrollo (BID)  Presidente del Banco Central de Honduras y Ministro Asesor en Materia Económica y Energética del presidente Juan Orlando Hernández

## Biografía

### Sus inicios
Marlon Tábora Muñoz nació en Santa Rosa de Copán, el 3 de abril de 1969, único hijo del matrimonio formado por el señor José Ernesto Tábora y la señora Hilda Muñoz Tábora. Su educación primaria la inició en la escuela José María Medina de Santa Rosa de Copán, y luego se trasladó a la capital de la república Tegucigalpa, donde continuó sus estudios y egresó del Instituto Salesiano San Miguel como Bachiller en Ciencias y Letras en 1985.

### Estudios
Realizó sus estudios de pregrado en la Universidad Nacional Autónoma de Honduras donde obtuvo el grado de Ingeniero Mecánico Industrial con excelencia académica en 1989. Posteriormente obtuvo el grado de máster en Negocios Internacionales en la Universidad Tecnológica Centroamericana (UNITEC) en 1994 y su doctorado en Ciencias de la Administración en la Universidad Católica de Honduras (UNICAH) en 1999 ambos con honores summa cum laude. Posteriormente, completó una maestría en Administración de Políticas Públicas en la Mc Court School of Public Policy (MSPP) de la Universidad de Georgetown (antes GPPI) y estudios de Posgrado en Administración Pública en la Kennedy School of Government y el AMP del Harvard Business School.

Tábora está casado con Saira Esmeralda Ponce y ha procreado dos hijos, Marlon Andrés e Isabella.

### Trayectoria Profesional y Política
Tábora ha desarrollado su carrera profesional tanto en el sector público como en el sector privado.
En marzo de 2002, Tábora fue designado por el presidente Ricardo Maduro, como Presidente de la Comisión Nacional de Telecomunicaciones (CONATEL),  donde lideró la reforma y apertura del sector de telecomunicaciones en Honduras. Durante su gestión al Frente de CONATEL, Tábora presidió la Comisión de Telecomunicaciones de Centroamérica (COMTELCA)
Entre 2005 y 2006, Tábora se desempeñó como Consultor de la Comisión Económica para América Latina (CEPAL), donde lideró el trabajo y estudios que dieron lugar a la aprobación de la Ley de Competencia en Honduras.
En noviembre del 2009, Tábora resultó elegido como primer diputado suplente del Partido Nacional de Honduras en el departamento de Francisco Morazán, cargo al que solicitó licencia para poderse incorporar como parte del poder ejecutivo.
En enero del 2010, Tábora es nominado por el presidente Porfirio Lobo como ministro jefe de Gabinete y viceministro de la Presidencia, cargo que ostenta hasta junio de ese año, fecha en que es nominado para ser representante de Honduras ante el Banco Interamericano de Desarrollo (BID) donde llega a ser Director Ejecutivo Alterno para Centroamérica y Belice.
En diciembre de 2013, el recién electo Presidente Juan Orlando Hernández lo nomina como Presidente del Banco Central de Honduras  y Coordinador y Jefe del Gabinete Económico  puesto que asume el 27 de enero de 2014. Durante su gestión al frente del gabinete económico, Tábora lideró exitosamente el proceso de negociación del acuerdo trianual de Honduras con el FMI en 2014 y la mejora de calificación crediticia del país en 2015.
En diciembre de 2014, la revista Estrategia y Negocios lo nominó como uno de los 100 personajes más influyente de la región centroamericana, bajo el calificativo de “El Hombre de las Cifras”.
En febrero de 2015 Tábora, fue nombrado Presidente del Consejo Monetario Centroamericano (CMCA)
En agosto de 2015, Tábora deja el cargo de Presidente del BCH para ocupar el cargo de Director Ejecutivo para Centroamérica y Belice en el Banco Interamericano de Desarrollo (BID) sin embargo por petición del presidente Juan Orlando Hernández sigue coordinando Ad-Honorem los Gabinetes Económico y Energético de Honduras
En enero de 2016, la Revista Forbes lo incluyó en la lista de ¨Los 25 personajes más influyentes de Centroamérica, además en noviembre de 2016 la revista Economía América lo incluyó en la lista de: Los hombres y mujeres más influyentes de América Latina

## Publicaciones
- Competencia y regulación de las Telecomunicaciones en el caso de Honduras
- Condiciones generales de competencia en Honduras
- Competencia y regulación en la banca: el caso de Honduras  Archivado el 23 de septiembre de 2015 en Wayback Machine.